# Serraticardia
Serraticardia (Yendo) P.C. Silva, 1957  é o nome botânico  de um gênero de algas vermelhas marinhas, pluricelulares, da família Corallinaceae, subfamília Corallinoideae.

## Espécies
Apresenta 2 espécies taxonomicamente válidas:
- Serraticardia macmillanii (Yendo) P.C. Silva, 1957
- Serraticardia maxima (Yendo) P.C. Silva, 1957